# Joure
Joure (fryz. De Jouwer) – miasto w północnej Holandii, w prowincji Fryzja. W 2023 roku miejscowość liczyła 13060 mieszkańców. Siedziba gminy De Fryske Marren.